# James Guthrie (producent)
James Guthrie (* 14. listopadu 1953) je anglický hudební producent a zvukový inženýr.
Svou kariéru zahájil v roce 1973 v londýnském studiu Mayfair Studios. V roce 1978 zahájil spolupráci s rockovou skupinou Pink Floyd na jejím albu The Wall; za svou práci na této nahrávce byl Guthrie oceněn cenou Grammy. Roku 1983 se skupina s Guthriem sešla také na albu The Final Cut. Pro skupinu v pozdějších letech také remasteroval několik jejích starších alb, pracoval s ní na různých koncertních albech či sólových projektech jejích členů. Během své kariéry spolupracoval i s dalšími skupinami, mezi které patří například Judas Priest, Strawbs, Queensrÿche a Toto.